# Mistrzostwa Europy w Pływaniu 2012
31. Mistrzostwa Europy w Pływaniu pod patronatem Europejskiej Federacji Pływackiej (LEN) odbywały się w dniach 14–27 maja 2012 w Debreczynie oraz Eindhoven.
W lutym 2012 z organizacji mistrzostw zrezygnowała belgijska Antwerpia z powodu kłopotów finansowych. Początkowo zawody miały zostać przeniesione do Londynu, ale organizacji podjął się Debreczyn. Natomiast pływanie synchroniczne oraz skoki do wody odbyły się w Eindhoven.

## Reprezentacja Polski[2]
| - Filip Bujoczek - Radosław Bor - Jakub Jasiński - Radosław Kawęcki - Sławomir Kuczko - Michał Poprawa - Michał Szuba - Dawid Szulich - Paweł Werner - Łukasz Wójt - Mateusz Wysoczyński - Filip Wypych | - Anna Dowgiert - Katarzyna Górniak - Donata Kilijańska - Klaudia Naziębło - Karolina Szczepaniak - Ewa Ścieszko - Alicja Tchórz - Aleksandra Urbańczyk - Jowita Malchar |

## Tabela medalowa
| Miejsce | Kraj            | Złoto | Srebro | Brąz | Razem |
| 1       | Węgry           | 9     | 10     | 7    | 26    |
| 2       | Niemcy          | 9     | 9      | 6    | 24    |
| 3       | Włochy          | 7     | 10     | 4    | 21    |
| 4       | Francja         | 6     | 4      | 4    | 14    |
| 5       | Szwecja         | 4     | 4      | 2    | 10    |
| 6       | Hiszpania       | 3     | 1      | 3    | 7     |
| 7       | Ukraina         | 2     | 4      | 5    | 11    |
| 8       | Wielka Brytania | 2     | 2      | 0    | 4     |
| 9       | Norwegia        | 2     | 0      | 1    | 3     |
| 10      | Rosja           | 1     | 4      | 5    | 10    |
| 11      | Grecja          | 1     | 0      | 5    | 6     |
| 12      | Izrael          | 1     | 0      | 4    | 5     |
| 13      | Czechy          | 1     | 0      | 2    | 3     |
| 14      | Słowenia        | 1     | 0      | 1    | 2     |
| 15      | Polska          | 1     | 0      | 0    | 1     |
| 15      | Serbia          | 1     | 0      | 0    | 1     |
| 17      | Chorwacja       | 0     | 1      | 0    | 1     |
| 17      | Estonia         | 0     | 1      | 0    | 1     |
| 17      | Holandia        | 0     | 1      | 0    | 1     |
| 17      | Irlandia        | 0     | 1      | 0    | 1     |
| 21      | Austria         | 0     | 0      | 1    | 1     |
| 21      | Białoruś        | 0     | 0      | 1    | 1     |
| 21      | Rumunia         | 0     | 0      | 1    | 1     |

## Pływanie

### Mężczyźni
| Konkurencja:                        | Złoto:                                                                          | Czas        | Srebro:                                                                         | Czas     | Brąz:                                                                                  | Czas     |
| Styl dowolny                        |                                                                                 |             |                                                                                 |          |                                                                                        |          |
| 50 metrów (szczegóły)               | Frédérick Bousquet                                                              | 21.80       | Stefan Nystrand                                                                 | 22.04    | Andrij Goworow                                                                         | 22.18    |
| 100 metrów (szczegóły)              | Filippo Magnini                                                                 | 48.77       | Alain Bernard                                                                   | 48.95    | Norbert Trandafir                                                                      | 49.13    |
| 200 metrów (szczegóły)              | Paul Biedermann                                                                 | 1:46.27     | Amaury Leveaux                                                                  | 1:47.69  | Dominik Kozma                                                                          | 1:47.72  |
| 400 metrów (szczegóły)              | Paul Biedermann                                                                 | 3:47.84     | Gergő Kis                                                                       | 3:48.09  | Samuel Pizzetti                                                                        | 3:48.66  |
| 800 metrów (szczegóły)              | Gergő Kis                                                                       | 7:49.46     | Gregorio Paltrinieri                                                            | 7:52.23  | Serhij Frołow                                                                          | 7:52.81  |
| 1500 metrów (szczegóły)             | Gregorio Paltrinieri                                                            | 14:48.92 CR | Gergő Kis                                                                       | 14:58.15 | Gergely Gyurta                                                                         | 15:04.38 |
| Styl grzbietowy                     |                                                                                 |             |                                                                                 |          |                                                                                        |          |
| 50 metrów (szczegóły)               | Jonatan Kopelew                                                                 | 24.73       | Mirco Di Tora                                                                   | 24.95    | Dorian Gandin Gaj Barnea Richárd Bohus                                                 | 25.14    |
| 100 metrów (szczegóły)              | Aristidis Grigoriadis                                                           | 53.86       | Helge Meeuw                                                                     | 54.06    | Yakov-Yan Toumarkin                                                                    | 54.14    |
| 200 metrów (szczegóły)              | Radosław Kawęcki                                                                | 1:55.28 CR  | Péter Bernek                                                                    | 1:55.88  | Yakov-Yan Toumarkin                                                                    | 1:57.35  |
| Styl klasyczny                      |                                                                                 |             |                                                                                 |          |                                                                                        |          |
| 50 metrów (szczegóły)               | Damir Dugonjič                                                                  | 27.32       | Fabio Scozzoli                                                                  | 27.49    | Panagiotis Samilidis                                                                   | 27.64    |
| 100 metrów (szczegóły)              | Fabio Scozzoli                                                                  | 1:00.55     | Walerij Dymo                                                                    | 1:00.68  | Mattia Pesce                                                                           | 1:00.93  |
| 200 metrów (szczegóły)              | Dániel Gyurta                                                                   | 2:08.60 CR  | Marco Koch                                                                      | 2:09.26  | Panagiotis Samilidis                                                                   | 2:09.72  |
| Styl motylkowy                      |                                                                                 |             |                                                                                 |          |                                                                                        |          |
| 50 metrów (szczegóły)               | Rafael Muñoz                                                                    | 23.16       | Frédérick Bousquet                                                              | 23.30    | Jauhien Curkin                                                                         | 23.37    |
| 100 metrów (szczegóły)              | Milorad Čavić                                                                   | 51.45 CR    | László Cseh                                                                     | 51.77    | Matteo Rivolta                                                                         | 52.40    |
| 200 metrów (szczegóły)              | László Cseh                                                                     | 1:54.95     | Bence Biczó                                                                     | 1:55.85  | Janis Drimonakos                                                                       | 1:56.48  |
| Styl zmienny                        |                                                                                 |             |                                                                                 |          |                                                                                        |          |
| 200 metrów (szczegóły)              | László Cseh                                                                     | 1:56.66 CR  | James Goddard                                                                   | 1:57.84  | Markus Rogan                                                                           | 1:59.39  |
| 400 metrów (szczegóły)              | László Cseh                                                                     | 4:12.17     | Dávid Verrasztó                                                                 | 4:14.23  | Janis Drimonakos                                                                       | 4:14.41  |
| Sztafety                            |                                                                                 |             |                                                                                 |          |                                                                                        |          |
| 4 × 100 metrów dowolnym (szczegóły) | Francja · Amaury Leveaux · Alain Bernard · Frédérick Bousquet · Jérémy Stravius | 3:13.55     | Włochy · Andrea Rolla · Marco Orsi · Michele Santucci · Filippo Magnini         | 3:14.71  | Rosja · Witalij Syrnikow · Oleg Tichobajew · Nikita Konowałow · Wiaczesław Andrusienko | 3:15.13  |
| 4 × 200 metrów dowolnym (szczegóły) | Niemcy · Paul Biedermann · Dimitri Colupaev · Clemens Rapp · Tim Wallburger     | 7:09.17     | Włochy · Gianluca Maglia · Riccardo Maestri · Samuel Pizzetti · Filippo Magnini | 7:13.10  | Węgry · Dominik Kozma · Gergő Kis · Péter Bernek · László Cseh                         | 7:13.60  |
| 4 × 100 metrów zmiennym (szczegóły) | Włochy · Mirco Di Tora · Fabio Scozzoli · Matteo Rivolta · Filippo Magnini      | 3:32.80     | Niemcy · Helge Meeuw · Christian vom Lehn · Steffen Deibler · Marco di Carli    | 3:34.41  | Węgry · Péter Bernek · Dániel Gyurta · László Cseh · Dominik Kozma                     | 3:34.57  |

### Kobiety
| Konkurencja:                        | Złoto:                                                                    | Czas       | Srebro:                                                                            | Czas     | Brąz:                                                                               | Czas     |
| Styl dowolny                        |                                                                           |            |                                                                                    |          |                                                                                     |          |
| 50 metrów (szczegóły)               | Britta Steffen                                                            | 24.37      | Hinkelien Schreuder                                                                | 24.78    | Nery-Mantey Niangkouara                                                             | 24.93    |
| 100 metrów (szczegóły)              | Sarah Sjöström                                                            | 53.61      | Britta Steffen                                                                     | 54.15    | Daniela Schreiber                                                                   | 54.41    |
| 200 metrów (szczegóły)              | Federica Pellegrini                                                       | 1:56.76    | Silke Lippok                                                                       | 1:58.19  | Ophélie-Cyrielle Etienne                                                            | 1:58.23  |
| 400 metrów (szczegóły)              | Coralie Balmy                                                             | 4:05.31    | Mireia Belmonte                                                                    | 4:05.45  | Ophélie-Cyrielle Etienne                                                            | 4:07.47  |
| 800 metrów (szczegóły)              | Boglárka Kapás                                                            | 8:26.49    | Coralie Balmy                                                                      | 8:27.79  | Éva Risztov                                                                         | 8:27.87  |
| 1500 metrów (szczegóły)             | Mireia Belmonte                                                           | 16:05.34   | Éva Risztov                                                                        | 16:10.04 | Erika Villaécija                                                                    | 16:15.85 |
| Styl grzbietowy                     |                                                                           |            |                                                                                    |          |                                                                                     |          |
| 50 metrów (szczegóły)               | Mercedes Peris                                                            | 28.25      | Arianna Barbieri Sanja Jovanović                                                   | 28.31    | nie przyznawano                                                                     |          |
| 100 metrów (szczegóły)              | Jenny Mensing                                                             | 1:00.08    | Arianna Barbieri                                                                   | 1:00.54  | Simona Baumrtová                                                                    | 1:00.57  |
| 200 metrów (szczegóły)              | Alexianne Castel                                                          | 2:08.41    | Jenny Mensing                                                                      | 2:09.55  | Duane Da Rocha                                                                      | 2:09.56  |
| Styl klasyczny                      |                                                                           |            |                                                                                    |          |                                                                                     |          |
| 50 metrów (szczegóły)               | Petra Chocová                                                             | 31.25      | Sycerika McMahon                                                                   | 31.27    | Caroline Ruhnau                                                                     | 31.35    |
| 100 metrów (szczegóły)              | Sarah Poewe                                                               | 1:07.33    | Jennie Johansson                                                                   | 1:07.85  | Marina García                                                                       | 1:07.91  |
| 200 metrów (szczegóły)              | Sara Nordenstam                                                           | 2:26.91    | Irina Nowikowa                                                                     | 2:27.25  | Sarah Poewe                                                                         | 2:27.80  |
| Styl motylkowy                      |                                                                           |            |                                                                                    |          |                                                                                     |          |
| 50 metrów (szczegóły)               | Sarah Sjöström                                                            | 25.64      | Triin Aljand                                                                       | 25.92    | Ingvild Snildal                                                                     | 26.12    |
| 100 metrów (szczegóły)              | Ingvild Snildal                                                           | 58.04      | Martina Granström                                                                  | 58.07    | Amit Iwri                                                                           | 58.78    |
| 200 metrów (szczegóły)              | Katinka Hosszú                                                            | 2:07.28    | Zsuzsanna Jakabos                                                                  | 2:07.86  | Martina Granström                                                                   | 2:08.22  |
| Styl zmienny                        |                                                                           |            |                                                                                    |          |                                                                                     |          |
| 200 metrów (szczegóły)              | Katinka Hosszú                                                            | 2:10.84    | Sophie Allen                                                                       | 2:11.49  | Evelyn Verrasztó                                                                    | 2:11.63  |
| 400 metrów (szczegóły)              | Katinka Hosszú                                                            | 4:33.76    | Zsuzsanna Jakabos                                                                  | 4:35.68  | Barbora Závadová                                                                    | 4:38.07  |
| Sztafety                            |                                                                           |            |                                                                                    |          |                                                                                     |          |
| 4 × 100 metrów dowolnym (szczegóły) | Niemcy · Britta Steffen · Silke Lippok · Lisa Vitting · Daniela Schreiber | 3:37.98    | Szwecja · Ida Marko-Varga · Michelle Coleman · Sarah Sjöström · Gabriella Fagundez | 3:38.40  | Włochy · Alice Mizzau · Federica Pellegrini · Erica Buratto · Erika Ferraioli       | 3:39.84  |
| 4 × 200 metrów dowolnym (szczegóły) | Włochy · Alice Mizzau · Alice Nesti · Diletta Carli · Federica Pellegrini | 7:52.90    | Węgry · Zsuzsanna Jakabos · Evelyn Verrasztó · Ágnes Mutina · Katinka Hosszú       | 7:54.70  | Słowenia · Sara Isakovič · Anja Klinar · Urša Bežan · Mojca Sagmeister              | 7:59.73  |
| 4 × 100 metrów zmiennym (szczegóły) | Niemcy · Jenny Mensing · Sarah Poewe · Alexandra Wenk · Britta Steffen    | 3:58.43 CR | Włochy · Arianna Barbieri · Chiara Boggiatto · Ilaria Bianchi · Alice Mizzau       | 4:01.92  | Szwecja · Therese Svendsen · Joline Höstman · Martina Granström · Nathalie Lindborg | 4:05.58  |

### Tabela medalowa
| Miejsce | Kraj            | Złoto | Srebro | Brąz | Razem |
| 1       | Węgry           | 9     | 10     | 7    | 26    |
| 2       | Niemcy          | 8     | 6      | 3    | 17    |
| 3       | Włochy          | 6     | 8      | 4    | 18    |
| 4       | Francja         | 4     | 4      | 3    | 11    |
| 5       | Hiszpania       | 3     | 1      | 3    | 7     |
| 6       | Szwecja         | 2     | 4      | 2    | 8     |
| 7       | Norwegia        | 2     | 0      | 1    | 3     |
| 8       | Grecja          | 1     | 0      | 5    | 6     |
| 9       | Izrael          | 1     | 0      | 4    | 5     |
| 10      | Czechy          | 1     | 0      | 2    | 3     |
| 11      | Słowenia        | 1     | 0      | 1    | 2     |
| 12      | Polska          | 1     | 0      | 0    | 1     |
| 12      | Serbia          | 1     | 0      | 0    | 1     |
| 14      | Wielka Brytania | 0     | 2      | 0    | 2     |
| 15      | Ukraina         | 0     | 1      | 2    | 3     |
| 16      | Rosja           | 0     | 1      | 1    | 2     |
| 17      | Chorwacja       | 0     | 1      | 0    | 1     |
| 17      | Estonia         | 0     | 1      | 0    | 1     |
| 17      | Holandia        | 0     | 1      | 0    | 1     |
| 17      | Irlandia        | 0     | 1      | 0    | 1     |
| 21      | Austria         | 0     | 0      | 1    | 1     |
| 21      | Białoruś        | 0     | 0      | 1    | 1     |
| 21      | Rumunia         | 0     | 0      | 1    | 1     |

## Pływanie synchroniczne

### Kobiety
| Konkurencja:             | Złoto: | Punkty | Srebro: | Punkty | Brąz: | Punkty |
| Indywidualnie – dowolnie | Natalja Iszczenko | 97.810 | Andrea Fuentes | 95.900 | Lolita Ananasowa | 92.250 |
| Duety – dowolnie         | Rosja · Natalja Iszczenko · Swietłana Romaszyna | 97.860 | Hiszpania · Ona Carbonell · Andrea Fuentes | 95.980 | Ukraina · Daria Juszko · Ksenija Sydorienko | 92.950 |
| Zespoły – dowolnie       | Hiszpania · Clara Basiana · Alba Cabello · Ona Carbonell · Margalida Crespi · Andrea Fuentes · Thais Henriquez · Paula Klamburg · Irene Montrucchio                             | 96.210 | Ukraina · Lolita Ananasowa · Daria Juszko · Ganna Klymienko · Olha Kondraszowa · Ołeksandra Sabada · Kateryna Sadurska · Ksenija Sydorienko · Anna Wołoszyna                                          | 93.660 | Włochy · Federica Bellaria · Elisa Bozzo · Camilla Catteneo · Manila Flamini · Giulia Lapi · Maria Angela Perrupato · Benedetta Re · Sara Sgarzi                                     | 90.530 |
|                          | Hiszpania · Clara Basiana · Alba Cabello · Clara Camacho · Ona Carbonell · Margalida Crespi · Andrea Fuentes · Thais Henriquez · Paula Klamburg · Irene Montrucchio · Laia Pons | 95.600 | Ukraina · Lolita Ananasowa · Olena Grieczychina · Daria Juszko · Ganna Chmielnycka · Ganna Klymienko · Olha Kondraszowa · Ołeksandra Sabada · Kateryna Sadurska · Ksenija Sydorienko · Anna Wołoszyna | 93.420 | Włochy · Federica Bellaria · Elisa Bozzo · Beatrice Callegari · Camilla Catteneo · Linda Cerruti · Francesca Deidda · Manila Flamini · Benedetta Re · Dalila Schiesaro · Sara Sgarzi | 90.440 |

## Skoki do wody

### Mężczyźni
| Konkurencja:                  | Złoto:                                      | Punkty | Srebro:                                  | Punkty | Brąz:                                                | Punkty |
| Trampolina 1 m                | Ilja Kwasza                                 | 430.50 | Jewgienij Kuzniecow                      | 412.65 | Matthieu Rosset                                      | 403.95 |
| Trampolina 3 m                | Matthieu Rosset                             | 504.00 | Patrick Hausding                         | 502.75 | Ilja Zacharow                                        | 493.80 |
| Wieża 10 m                    | Thomas Daley                                | 565.05 | Wiktor Minibajew                         | 515.40 | Gleb Galperin                                        | 511.50 |
| Trampolina 3 m synchronicznie | Rosja · Jewgienij Kuzniecow · Ilja Zacharow | 445.92 | Niemcy · Stephan Feck · Patrick Hausding | 433.68 | Ukraina · Oleksij Pryhorow · Ilja Kwasza             | 432.48 |
| Wieża 10 m synchronicznie     | Niemcy · Sascha Klein · Patrick Hausding    | 463.08 | Rosja · Wiktor Minibajew · Ilja Zacharow | 458.07 | Ukraina · Oleksandr Bondar · Oleksdandr Gorszkowozow | 437.79 |

### Kobiety
| Konkurencja:                  | Złoto:                                       | Punkty | Srebro:                                           | Punkty | Brąz:                                       | Punkty |
| Trampolina 1 m                | Anna Lindberg                                | 301.25 | Tania Cagnotto                                    | 281.30 | Nadieżda Bażina                             | 275.15 |
| Trampolina 3 m                | Anna Lindberg                                | 342.75 | Uschi Freitag                                     | 321.40 | Olena Fedorowa                              | 315.00 |
| Wieża 10 m                    | Julia Prokopczuk                             | 321.55 | Noemi Batki                                       | 315.60 | Maria Kurjo                                 | 312.65 |
| Trampolina 3 m synchronicznie | Włochy · Tania Cagnotto · Francesca Dallapè  | 325.50 | Ukraina · Olena Fiedorowa · Anna Pysmeńska        | 302.10 | Niemcy · Katja Dieckow · Uschi Freitag      | 296.70 |
| Wieża 10 m synchronicznie     | Wielka Brytania · Tonia Couch · Sarah Barrow | 319.56 | Ukraina · Wiktorija Potjechina · Julia Prokopczuk | 310.68 | Niemcy · Nora Subsczinski · Christin Steuer | 303.93 |

### Mieszane
| Konkurencja:     | Złoto:                                    | Punkty | Srebro:                                    | Punkty | Brąz:                                     | Punkty |
| Zawody drużynowe | Francja · Audrey Labeau · Mathhieu Rosset | 416.50 | Ukraina · Olena Fedrowa · Oleksandr Bondar | 387.85 | Rosja · Nadieżda Bażina · Artiem Czesakow | 384.30 |

### Tabela medalowa
| Miejsce | Kraj            | Złoto | Srebro | Brąz | Razem |
| 1       | Ukraina         | 2     | 3      | 3    | 8     |
| 2       | Francja         | 2     | 0      | 1    | 3     |
| 3       | Wielka Brytania | 2     | 0      | 0    | 2     |
| 3       | Szwecja         | 2     | 0      | 0    | 2     |
| 5       | Rosja           | 1     | 3      | 4    | 8     |
| 6       | Niemcy          | 1     | 3      | 3    | 7     |
| 7       | Włochy          | 1     | 2      | 0    | 3     |